# Біг-Лейк (Вашингтон)
Біг-Лейк (англ. Big Lake) — переписна місцевість (CDP) в США, в окрузі Скеджіт штату Вашингтон. Населення — 2980 осіб (2020).

## Географія
Біг-Лейк розташований за координатами 48°22′59″ пн. ш. 122°13′34″ зх. д. / 48.38306° пн. ш. 122.22611° зх. д. (48.383133, -122.226064).  За даними Бюро перепису населення США в 2010 році переписна місцевість мала площу 11,99 км², з яких 9,82 км² — суходіл та 2,17 км² — водойми.

## Демографія
Згідно з переписом 2010 року, у переписній місцевості мешкало 1835 осіб у 716 домогосподарствах у складі 511 родини. Густота населення становила 153 особи/км².  Було 858 помешкань (72/км²).
Расовий склад населення:
| - 93,2 % — білих - 2,1 % — азіатів - 0,5 % — корінних американців - 0,4 % — чорних або афроамериканців - 0,1 % — вихідців з тихоокеанських островів - 1,6 % — осіб інших рас |

До двох чи більше рас належало 2,0 %. Частка іспаномовних становила 5,7 % від усіх жителів.
За віковим діапазоном населення розподілялося таким чином: 22,1 % — особи молодші 18 років, 63,1 % — особи у віці 18—64 років, 14,8 % — особи у віці 65 років та старші. Медіана віку мешканця становила 43,1 року. На 100 осіб жіночої статі у переписній місцевості припадало 104,6 чоловіків;  на 100 жінок у віці від 18 років та старших — 100,1 чоловіків також старших 18 років.
Середній дохід на одне домашнє господарство  становив 107 680 доларів США (медіана — 92 153), а середній дохід на одну сім'ю — 125 741 долар (медіана — 106 250). За межею бідності перебувало 3,1 % осіб, у тому числі 0,0 % дітей у віці до 18 років та 0,0 % осіб у віці 65 років та старших.
Цивільне працевлаштоване населення становило 961 осіб. Основні галузі зайнятості: освіта, охорона здоров'я та соціальна допомога — 24,0 %, виробництво — 16,9 %, роздрібна торгівля — 15,2 %.